# Chiesa conventuale di Sant'Anna nel Lehel
La chiesa conventuale di Sant'Anna nel Lehel (in tedesco: Klosterkirche St. Anna im Lehel) è una chiesa rococò nel quartiere del Lehel a Monaco di Baviera, in Germania.
Si trova nella St.Anna Platz, di fronte alla chiesa di Sant'Anna nel Lehel, ed appartiene ad un complesso conventuale francescano.

## Storia e descrizione

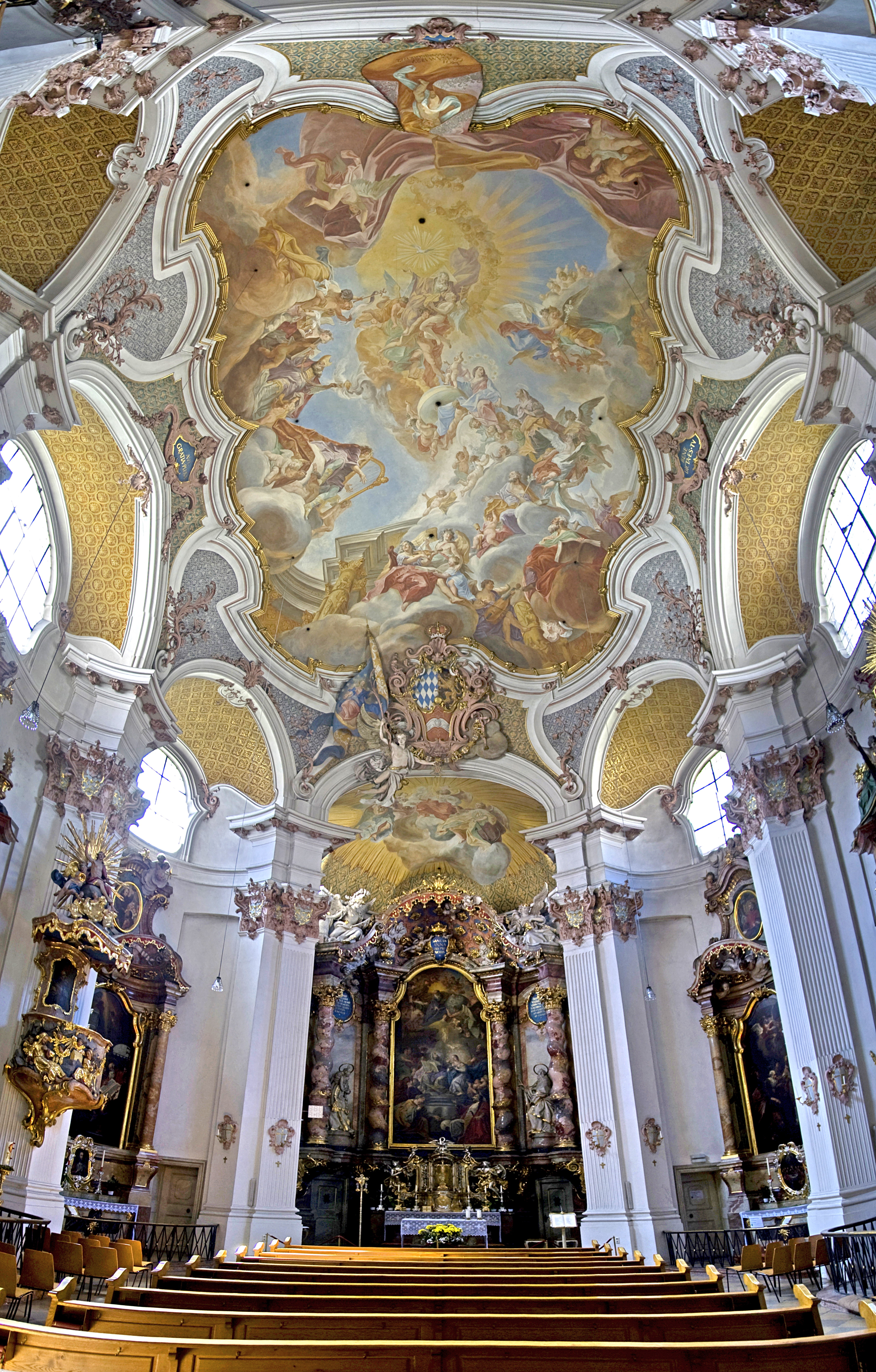
Veduta dell'interno.

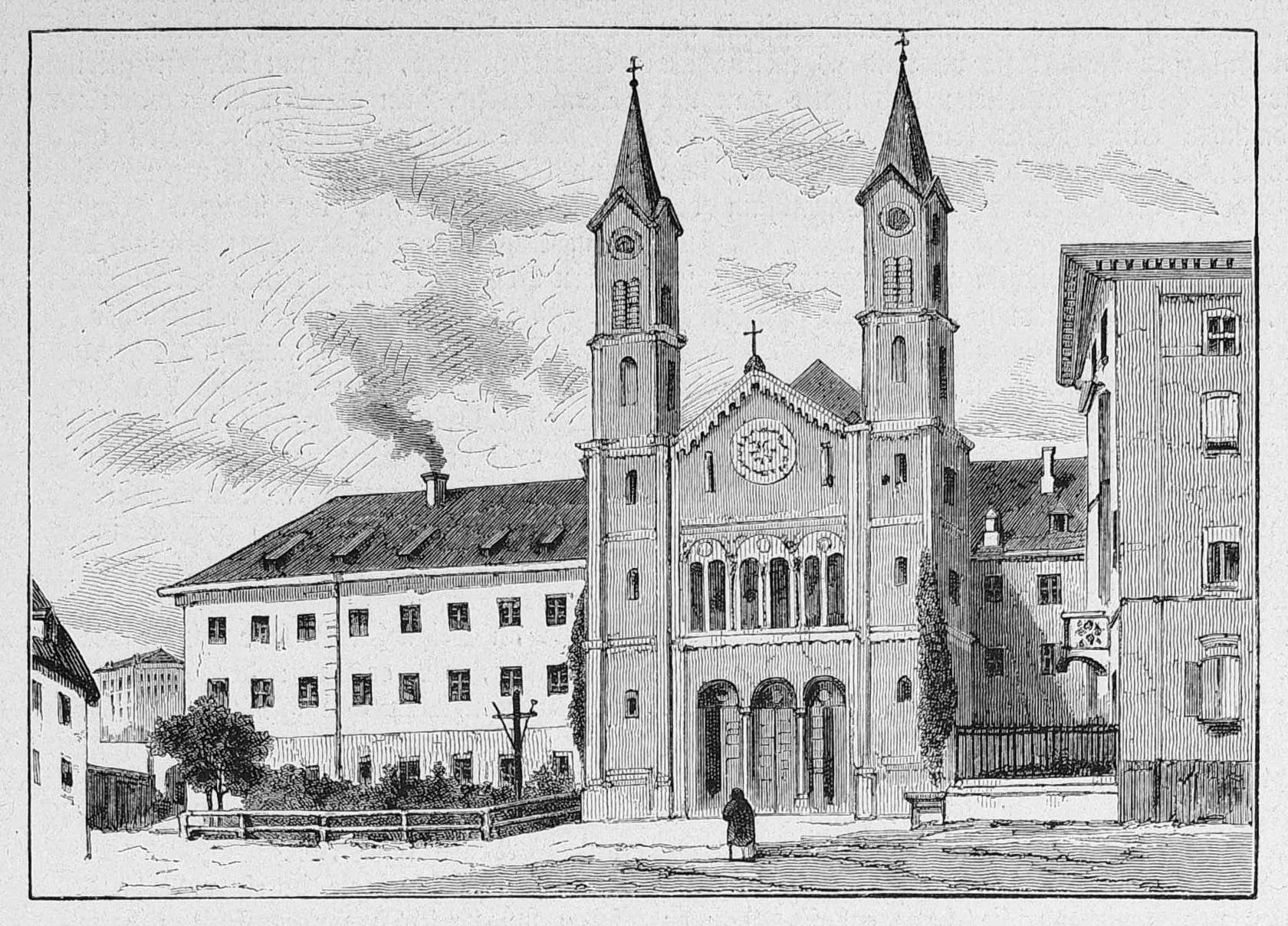
La facciata originaria della chiesa in una stampa del 1881.

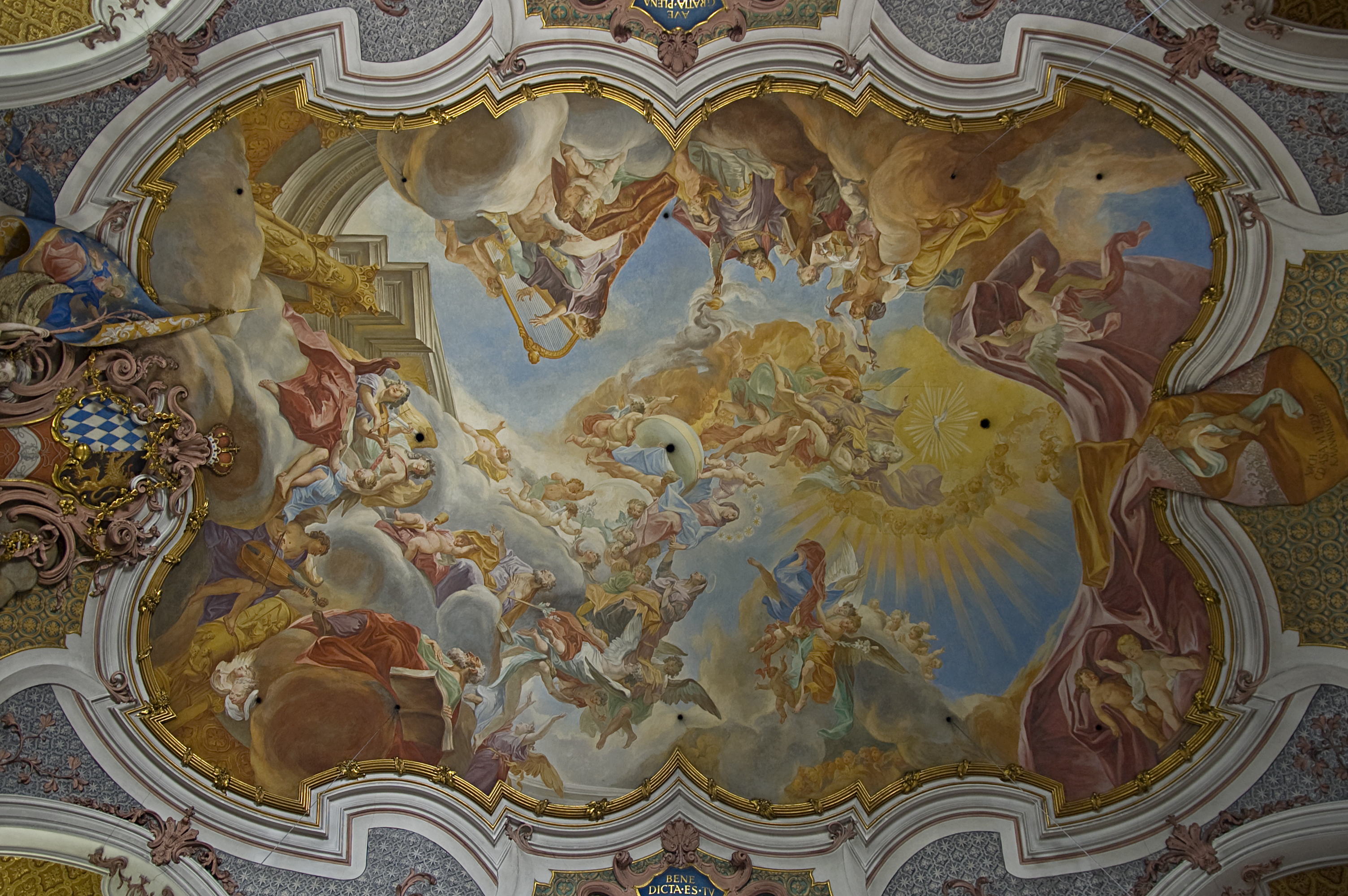
La volta con la Gloria di sant'Anna, di Cosmas Damian Asam.

Nel 1725 i gerolimini fondarono un monastero in una piana boscosa sulla riva sinistra dell'Issar, quello che divenne l'attuale quartiere di Lehel.
La chiesa conventuale venne costruita tra il 1727 e il 1733 dall'architetto Johann Michael Fischer per volere della principessa elettrice Maria Amalia d'Asburgo. 
Fu la prima chiesa in stile rococò della Baviera ed ebbe un ruolo importante nel successivo sviluppo dell'architettura sacra del paese.
Presenta una pianta centrale ovoidale costituita da una navata unica inquadrata da otto arcate con grande volta cupolata. Lungo l'asse un'arcata, in controfacciata, supporta la tribuna d'organo e da quella opposta si apre l'abside, aggettante, a pianta circolare e cupola. Le altre arcate laterali accolgono fastosi altari.
La sfarzosa decorazione a stucchi e affreschi è dovuta ai celebri fratelli Cosmas Damian e Egid Quirin Asam che la compirono entro il 1737. I dipinti delle volte raffigurano le Storie di sant'Anna, incentrati sulla Gloria della volta centrale. Il tabernacolo e il pulpito sono opere di Johann Baptist Straub.
Durante la secolarizzazione del 1807, i gerolimini dovettero abbandonare il monastero. L'anno seguente, il complesso venne trasformato in caserma, mentre la chiesa fu elevata a parrocchiale. Nel 1827, il monastero venne assegnato ai francescani, che lo detengono ancora oggi, costituendone, dal 2010, la sede della Provincia Francescana tedesca di sant'Elisabetta.
Un raid aereo il 29 aprile 1944, distrusse completamente la chiesa del monastero. Nel 1946 se ne iniziò la ricostruzione. La facciata a due torri fu demolita nel 1948 e rifatta in stile rococò da Erwin Schleich nel 1968. La ricostruzione degli interni durò fino al 1979 e gli affreschi vennero rifatti, scrupolosamente in base agli originali, da Karl Manninger.